# 新瓦羅什

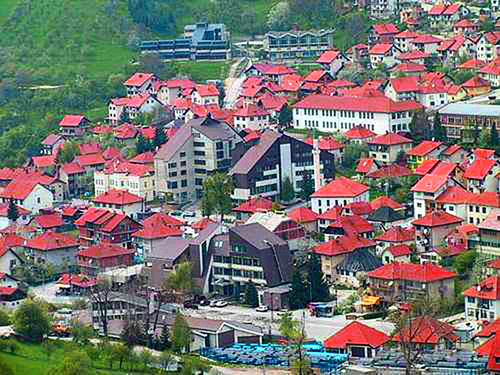

新瓦羅什是塞爾維亞的城鎮，由茲拉提波爾州負責管轄，位於該國西部，距離首都貝爾格萊德280公里，面積581平方公里，海拔高度1,111米，2011年人口8,865。

## 外部連結
- Nova Varoš Online